# Mylomys
Genre
Mylomys est un genre de rongeurs de la sous-famille des Murinés, localisés en Afrique.

## Liste des espèces
Ce genre comprend les espèces suivantes selon MSW :
- Mylomys dybowskii (Pousargues, 1893) de la Guinée au Kenya
- Mylomys rex (Thomas, 1906) principalement en Éthiopie